# Twardość wody
Twardość wody – cecha wody, będąca funkcją stężenia kationów wapnia (Ca2+) i magnezu (Mg2+) oraz opcjonalnie żelaza(II) (Fe2+) i manganu(II) (Mn2+).

## Podział twardości
Sumę stężeń jonów Ca2+, Mg2+, Fe2+ i Mn2+ określa się jako twardość całkowitą (TH, z ang. total hardness) lub ogólną. Składają się na nią:
- twardość węglanowa (przemijająca, nietrwała) – która jest generowana przez sole kwaśne kwasu węglowego – wodorowęglany
- twardość niewęglanowa (trwała) – która jest generowana przez sole innych kwasów, głównie chlorki, ale też siarczany, azotany i inne.

Nazwa „twardość nietrwała” wynika z faktu, że wodorowęglany są nietrwałe termicznie i podczas ogrzewania przekształcają się do nierozpuszczalnych w wodzie węglanów, które wytrącają się z roztworu (jest to proces odwrotny do rozpuszczania w wodzie skał węglanowych w obecności CO2), np.:
Ca2+
 + 2HCO−
3 ⇌ CaCO
3↓ + H
2O + CO
2↑
Natomiast chlorki, siarczany i azotany są trwałe i pozostają również po przegotowaniu wody.

## Wpływ twardości na właściwości wody
Twardość wody ma wpływ na jej napięcie powierzchniowe. Im większe napięcie powierzchniowe wody, tym trudniej zwilża ona wszelkie powierzchnie, na skutek czego trudniej jest za jej pomocą czyścić powierzchnie zabrudzone. Twarda woda wymaga stosowania większych ilości mydła, gdyż powoduje wytrącenie trudno rozpuszczalnych soli kwasów tłuszczowych i metali odpowiedzialnych za twardość wody.
Duża, nietrwała twardość wody kotłowej stanowi często poważny techniczny problem, gdyż w trakcie wielu procesów technologicznych związanych z podgrzewaniem wody następuje wtedy osadzanie się tzw. kamienia kotłowego.

## Skale twardości wody
Twardość wody wyrażać można w różnych skalach:
- stopniach niemieckich (°n lub °d lub °dH lub dGH) – 1 °n = 10,00 mg CaO w 1 litrze wody = 17,86 mg CaCO
3 w 1 litrze wody
w literaturze niemieckojęzycznej oznaczanych jako °dH (niem. Grad deutscher Härte),
w literaturze angielskojęzycznej również oznaczanych jako równoważna skala dGH (ang. degrees of General Hardness – stopnie twardości ogólnej)
- stopniach francuskich (°f lub °fH) – 1 °f = 10,00 mg CaCO
3 w 1 litrze wody
- stopniach angielskich lub Clarka (°e) – 1 °e = 1 gran (64,8 mg) CaCO
3 w galonie angielskim (4,55 l)[2]
- granach na galon amerykański (gpg, z ang. grains per gallon) – 1 gpg = 1 gran CaCO
3 w galonie amerykańskim (3,79 l)[2][3]
- milivalach na litr (mval/l) – 1 mval = 1 miligramorównoważnik (0,5 mmol) jonów Ca2+ oraz 1 mval = 50 mg CaCO
3 w 1 litrze wody.

|                    |            | °dH   | °e    | °fH   | ppm   | mval/l | mmol/l |
| ------------------ | ---------- | ----- | ----- | ----- | ----- | ------ | ------ |
| stopnie niemieckie | 1°dH =     | 1     | 1,253 | 1,78  | 17,8  | 0,357  | 0,1783 |
| stopnie angielskie | 1°e =      | 0,798 | 1     | 1,43  | 14,3  | 0,285  | 0,142  |
| stopnie francuskie | 1°fH =     | 0,560 | 0,702 | 1     | 10    | 0,2    | 0,1    |
| ppm CaCO 3 (USA)   | 1 ppm =    | 0,056 | 0,07  | 0,1   | 1     | 0,02   | 0,01   |
| milival            | 1 mval/l = | 2,8   | 3,51  | 5     | 50    | 1      | 0,50   |
| mmol               | 1 mmol/l = | 5,6   | 7,02  | 10,00 | 100,0 | 2,00   | 1      |

Jednostka 1 ppm określa 1 cząsteczkę CaCO
3 na 1 milion cząsteczek roztworu.

## Twardość wody użytkowej
Typowa twardość wody użytkowej (kranowej) wynosi ok. 10 °n. Twardość wody pitnej według norm polskich powinna wynosić 60–500 mg CaCO
3/dm³

## Kategorie twardości wody
| Lp. | Stopień twardości wody | mval/l | mg CaCO 3/l | °dH       | [mmol/l] |
| --- | ---------------------- | ------ | ----------- | --------- | -------- |
| 1   | Woda bardzo miękka     | < 2    | < 100       | < 5,6     | < 1      |
| 2   | Woda miękka            | 2–4    | 100–200     | 5,6–11,2  | 1–2      |
| 3   | Woda średnio twarda    | 4–7    | 200–350     | 11,2–19,6 | 2–3,5    |
| 4   | Woda twarda            | 7–11   | 350–550     | 19,6–30,8 | 3,5–5,5  |
| 5   | Woda bardzo twarda     | > 11   | > 550       | > 30,8    | > 5,5    |